# Hamburger Schauspiel-Studio Frese
Das Hamburger Schauspiel-Studio Frese ist eine staatlich anerkannte, private Berufsfachschule in Hamburg und bildet Schauspieler für Theater, Film, Fernsehen und Synchron aus. Die Schule ist mit mehr als 62 Jahren Lehrerfahrung die älteste Schauspielschule Hamburgs. Sie wurde 1958 von Hildburg Frese gegründet. Seit 1999 leitet der Regisseur Jürgen Hirsch das Schauspiel-Studio.

## Ausbildungsinhalte
In sechs Semestern erhalten die angehenden Schauspieler Unterricht in den Bereichen Atem, Sprache und Gesang, Tanz, Körpertraining, Theorie und Schauspiel. Die Ausbildung erfolgt nach den traditionellen Methoden von Stanislawski und Brecht. Außer der klassischen Bühnenausbildung als Basis werden den Studenten Kenntnisse in Film- und Fernsehschauspiel vermittelt.

## Kooperationen
Bereits während des Studiums arbeiten die Studenten in enger Kooperation mit Regiestudenten der Hamburger Theaterakademie (HfMT) zusammen und spielen in kleineren Rollen am Theater.
Seit 2010 existiert eine weitere Kooperation im Film- und Kamerasektor mit der HAW Hamburg, in der das Department Medientechnik gemeinsam mit den Studenten des Schauspielstudios Frese offizielle Prüfungsfilme plant, dreht und fertigstellt.

## Bekannte Absolventen
Bekannte Absolventen, die ihre Ausbildung am Hamburger Schauspielstudio Frese abgeschlossen haben: Isaak Dentler, Kai Lentrodt, Beate Kiupel, Helmut Zierl, Jens Wawrczeck, Stephan Kampwirth, Karim Köster, Henrike Fehrs, Meryem Uzerli, Alexander Merbeth, Katharina Bintz, Marie Nasemann, Swana Rode, Joanna Semmelrogge, Stefan Schael, René Oltmanns,